# مالكوم هولمز
مالكوم هولمز (بالإنجليزية: Malcolm Holmes)‏ هو طبال بريطاني، ولد في 28 يوليو 1960 في بيركنهيد ‏ في المملكة المتحدة.